# 지하련
지하련(池河蓮, 본명: 이현욱, 본명 한자: 李現郁, 문화어: 리현욱, 1912년 7월 11일~1960년?)은 조선민주주의인민공화국의 소설가이다. 근대문학사에서 신변소설 혹은 심리소설을 써서 독특한 문학적 개성을 보여주었다.

## 생애
경상남도 거창에서 태어나 경상남도 마산에서 성장하였다. 이에 아울러 부유한 집안 환경 속에서 성장하였으며, 여성으로서는 드문 일본 유학을 다녀왔다.
1936년 카프 출신 문학이론가 겸 시인 임화와 결혼했다.
1940년 문학평론가 백철의 추천으로 〈결별〉을 《문장》에 발표하며 문단에 등단했다. 〈결별〉을 포함해 〈체향초(滯鄕抄)〉(1941), 〈가을〉(1941), 〈산길〉(1942), 〈도정(道程)〉(1946), 〈광나루〉(1947), 〈종매(從妹)〉(1948), 〈양〉(1948) 을 발표하여, 총 여덟 편의 단편소설을 남겼다.
광복 후 임화와 함께 조선문학가동맹에서 활동했으며, 조선문학가동맹 기관지인 《문학》 창간호에 발표한 〈도정(道程)〉으로 이 단체에서 선정한 제1회 조선문학상을 수상했다. 이 작품은 지식인이 계급 의식을 깨닫고 실천으로 나아가는 과정을 섬세한 필치로 그리고 있다.
1947년 임화와 함께 월북했다. 한국 전쟁 발발 후 만주에 피난차 머물고 있다가, 1953년 박헌영 계열이 몰락하면서 임화도 미제 간첩 혐의로 총살당했다. 이후 1960년경 지하련도 사망하였다.

## 학력
- 일본 도쿄 여자중학교 수료
- 일본 도쿄 쇼와 여자중학교 졸업
- 일본 도쿄 도쿄 경제전문학교 전문학사

## 참고자료
- 조영복 (2002년 9월 10일). 〈임화 - 운명에 동화되어버린 낭만주의자〉. 《월북 예술가, 오래 잊혀진 그들》. 서울: 돌베개. ISBN 9788971991503.

## 같이 보기
- 박헌영 리승엽 간첩 사건
- 림화
- 리승엽
- 박헌영
- 리강국
- 조선공산당
- 남조선로동당